# بهاران شهر
بهاران شهر (بالفارسية: بهاران‌شهر) هي منطقة سكنية تقع في إيران في Pir Bakran District. يقدر عدد سكانها بـ 10,325 نسمة .